# 下水道の日
下水道の日（げすいどうのひ）とは、下水道の役割や、下水道整備の重要性などについて日本国民の理解と関心を深めることを目的とした記念日。

## 制定
元々は1961年（昭和36年）に建設省（現国土交通省）と厚生省（現環境省に所管変更）が下水道の普及促進を目的として「全国下水道促進デー」として制定していたが、2001年（平成13年）に旧下水道法（明治33年法律第32号）制定100周年を記念して改称された。毎年9月10日。これはほぼ雑節の二百二十日に当たる日で、台風の襲来から連想される大雨に備えるという趣旨で選定された。

## イベント
この日の前後には、下水道事業の啓発に関わる活動が行われている。

## 引用サイト
1. 1 2   国土交通省下水道の日